# Svetlana Slepcova
Svetlana Jur'evna Slepcova (in russo Светлана Юрьевна Слепцова?; traslitterazione anglosassone Svetlana Yuryevna Sleptsova; Chanty-Mansijsk, 31 luglio 1986) è un'ex biatleta russa.

## Biografia

### Stagioni 2004-2010
Svetlana Slepcova, originaria di Chanty-Mansijsk e attiva dalla stagione 2003-2004, ai Mondiali juniores di Presque Isle 2006 ha vinto la medaglia di bronzo nella staffetta e a quelli di Val Martello 2007 la medaglia d'oro nella sprint e nell'inseguimento; in Coppa del Mondo ha esordito il 18 gennaio 2007 nella sprint di Pokljuka (45ª), ha conquistato il primo podio il 9 dicembre dello stesso anno nella staffetta di Hochfilzen (2ª) e la prima vittoria l'11 gennaio 2008 nella sprint di Ruhpolding.
Ai Mondiali di Östersund 2008, suo esordio iridato, ha vinto la medaglia di bronzo nella staffetta mista e si è classificata 6ª nella sprint, 8ª nell'inseguimento, 17ª nella partenza in linea e 4ª nella staffetta; nella successiva rassegna iridata di Pyeongchang 2009 ha conquistato la medaglia d'oro nella staffetta e si è piazzata 36ª nella sprint, 28ª nell'inseguimento, 19ª nella partenza in linea e 5ª nella staffetta mista. Ai XXI Giochi olimpici invernali di Vancouver 2010, sua unica presenza olimpica, ha vinta la medaglia d'oro nella staffetta (in squadra con Anna Bogalij-Titovec, Ol'ga Medvedceva e Ol'ga Zajceva) ed è stata 12ª nella sprint, 17ª nell'inseguimento e 13ª nella partenza in linea.

### Stagioni 2011-2017
Ai Mondiali di Chanty-Mansijsk 2011 si è classificata 8ª nella staffetta, mentre nella staffetta mista la squadra russa è stata squalificata; nella successiva stagione 2011-2012 in Coppa del Mondo ha ottenuto in staffetta l'ultima vittoria (il 4 gennaio a Oberhof) e l'ultimo podio (il 21 gennaio ad Anterselva, 3ª) e ai Mondiali di Ruhpolding 2012 si è piazzata 7ª nell'individuale, 7ª nella sprint, 16ª nell'inseguimento, 24ª nella partenza in linea e 7ª nella staffetta.

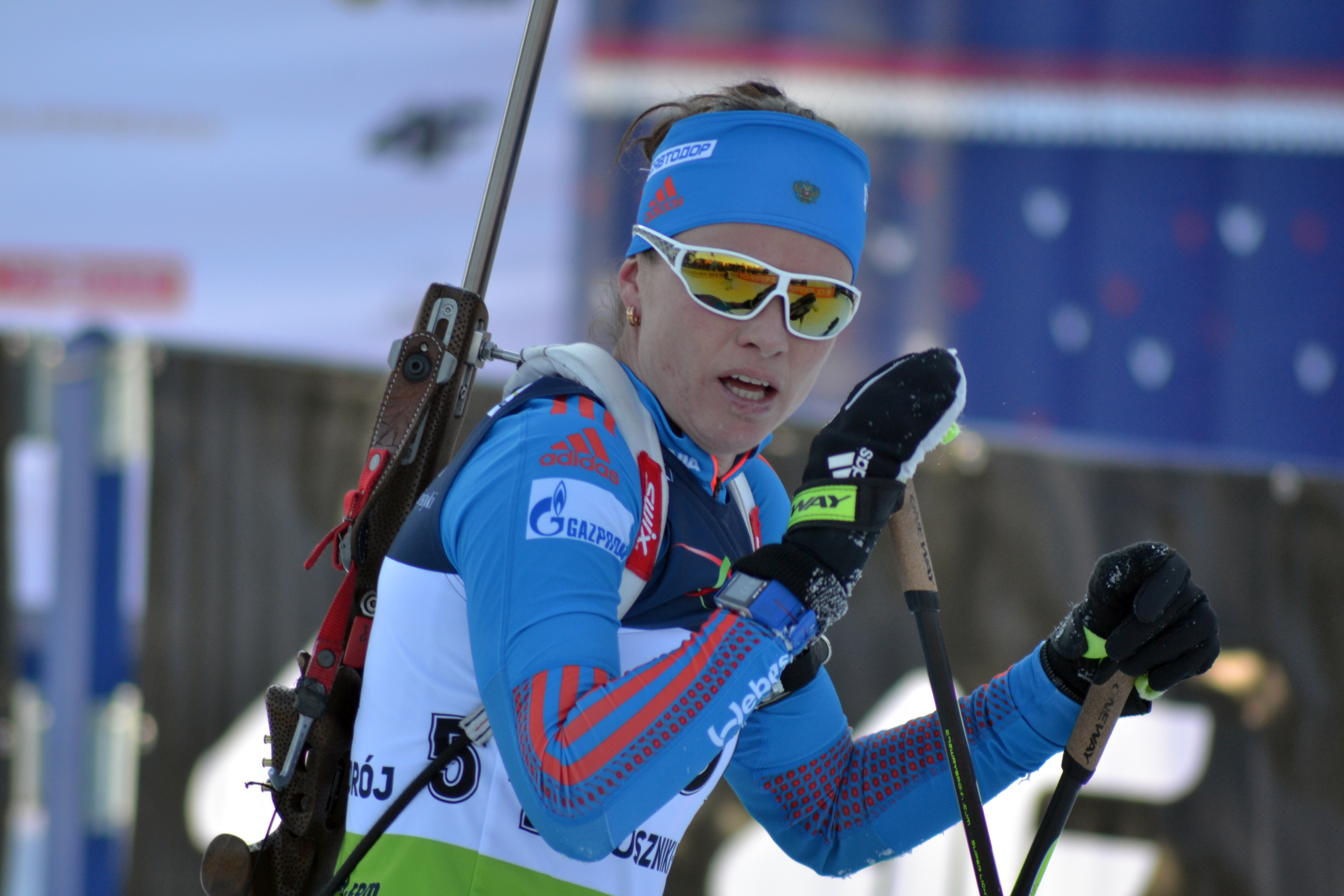
Svetlana Slepcova in gara agli Europei di Duszniki-Zdrój 2017

Tutti i risultati ottenuti dalla Slepcova tra il 22 marzo 2013 e la fine della stagione 2013-2014 sono stati annullati a causa della violazione delle norme antidoping da parte dell'atleta; tornata alle gare nella stagione 2015-206, ha disputato i suoi ultimi Mondiali a Hochfilzen 2017 (71ª nell'individuale, 33ª nella sprint, 24ª nell'inseguimento, 10ª nella staffetta) e la sua ultima gara di Coppa del Mondo il 3 marzo dello stesso anno, la sprint di Pyeongchang Alpensia chiusa dalla Slepcova al 66º posto. Si è ritirata al termine di quella stessa stagione 2016-2017 in occasione dei Mondiali estivi di Čajkovskij 2017.

## Palmarès

### Olimpiadi

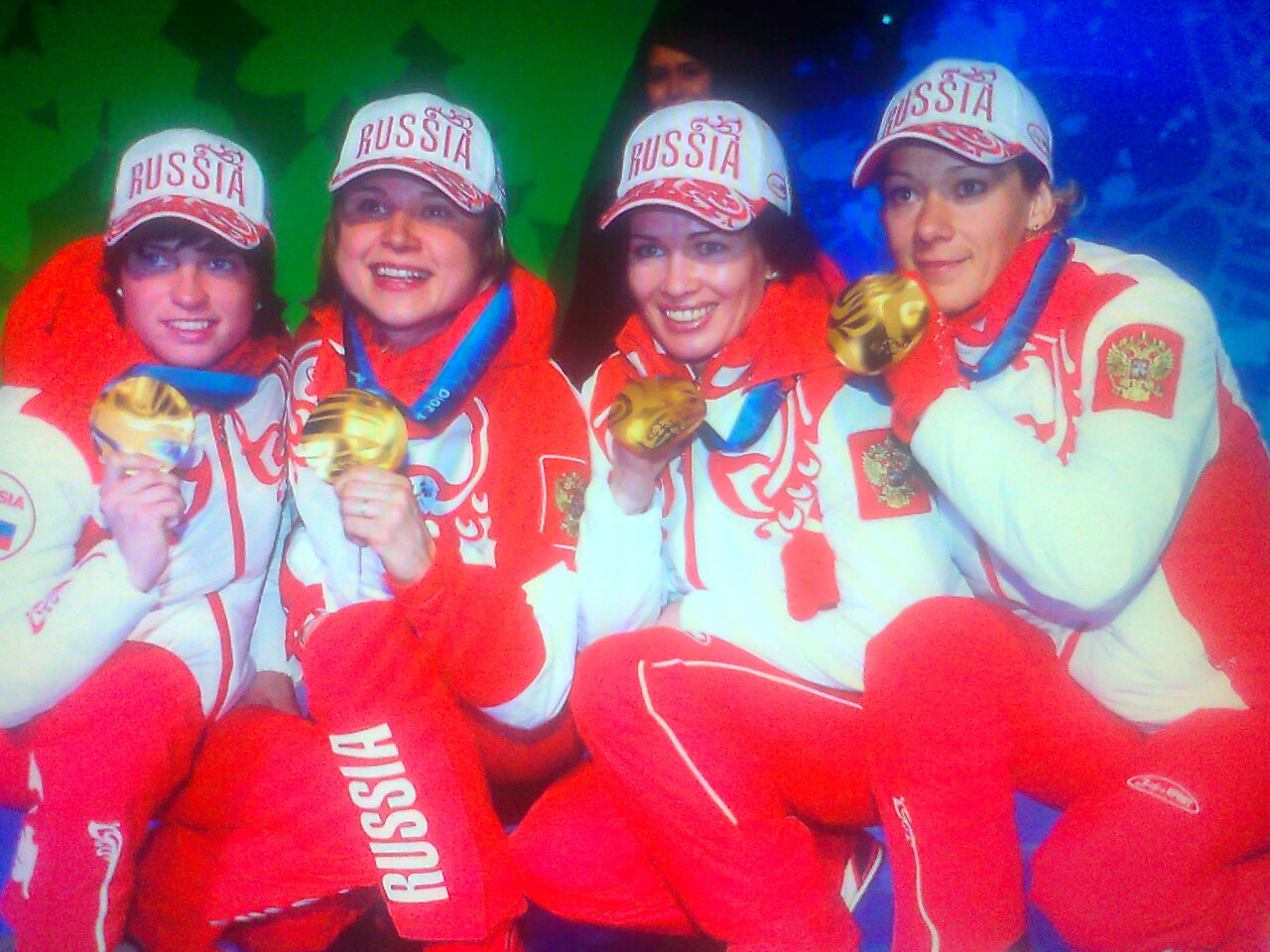
La squadra russa vincitrice della medaglia d'oro nella staffetta a : da sinistra, Svetlana Slepcova, Anna Bogalij-Titovec, Ol'ga Medvedceva e Ol'ga Zajceva

- 1 medaglia:
  - 1 oro (staffetta[2] a Vancouver 2010)

### Mondiali
- 2 medaglie:
  - 1 oro (staffetta[2] a Pyeongchang 2009)
  - 1 bronzo (staffetta mista[2] a Östersund 2008)

### Mondiali juniores
- 3 medaglie:
  - 2 ori (sprint, inseguimento a Val Martello 2007)
  - 1 bronzo (staffetta a Presque Isle 2006)

### Mondiali giovanili
- 3 medaglie:
  - 1 oro (individuale a Kontiolahti 2005)
  - 1 argento (inseguimento a Kontiolahti 2005)
  - 1 bronzo (staffetta a Kontiolahti 2005)

### Europei
- 4 medaglie:
  - 1 oro (staffetta mista a Duszniki-Zdrój 2017)
  - 2 argenti (individuale, sprint a Duszniki-Zdrój 2017)
  - 1 bronzo (inseguimento a Duszniki-Zdrój 2017)

### Coppa del Mondo
- Miglior piazzamento in classifica generale: 8ª nel 2008
- 29 podi (16 individuali, 13 a squadre), oltre a quelli conquistati in sede olimpica e iridata e validi anche ai fini della Coppa del Mondo:
  - 10 vittorie (6 individuali, 4 a squadre)
  - 10 secondi posti (7 individuali, 3 a squadre)
  - 9 terzi posti (3 individuali, 6 a squadre)

## Onorificenze

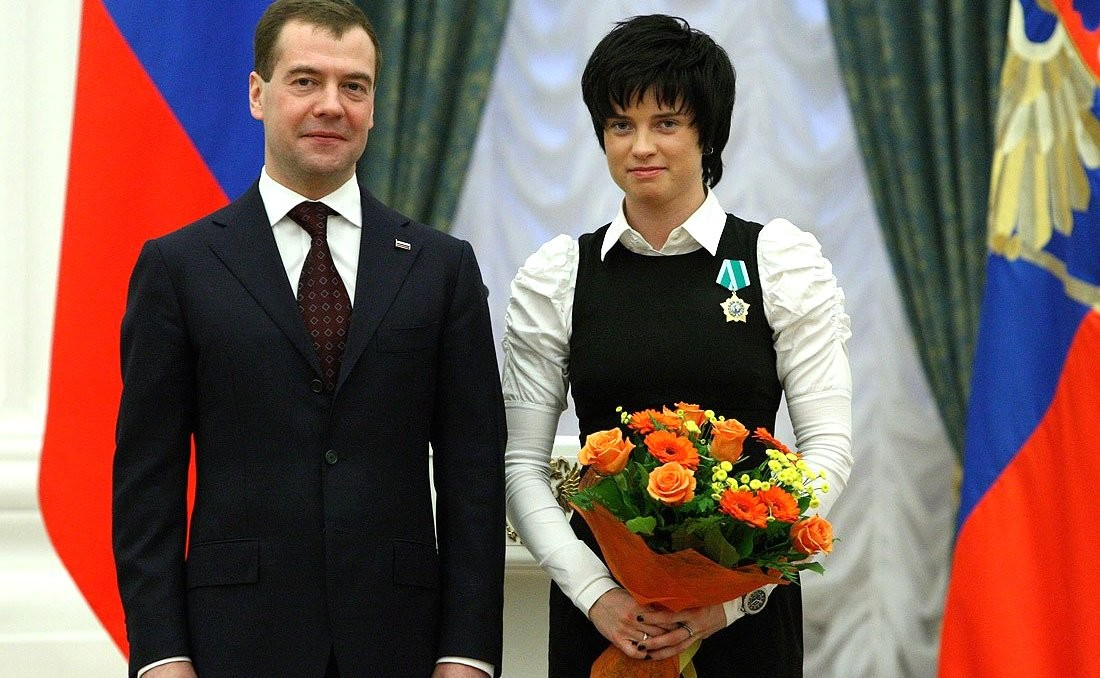
Il conferimento della medaglia dell'Ordine dell'Amicizia a Svetlana Slepcova da parte di Dmitrij Medvedev

#### Coppa del Mondo - vittorie
| Data             | Località          | Nazione  | Specialità                                                      |
| ---------------- | ----------------- | -------- | --------------------------------------------------------------- |
| 11 gennaio 2008  | Ruhpolding        | Germania | SP                                                              |
| 13 marzo 2008    | Oslo Holmenkollen | Norvegia | SP                                                              |
| 15 marzo 2008    | Oslo Holmenkollen | Norvegia | PU                                                              |
| 20 dicembre 2008 | Hochfilzen        | Austria  | SP                                                              |
| 13 dicembre 2009 | Hochfilzen        | Austria  | RL (con Anna Bulygina, Jana Romanova e Ol'ga Zajceva)           |
| 19 dicembre 2009 | Pokljuka          | Slovenia | SP                                                              |
| 20 dicembre 2009 | Pokljuka          | Slovenia | PU                                                              |
| 6 gennaio 2010   | Oberhof           | Germania | RL (con Anna Bogalij-Titovec, Anna Bulygina e Ol'ga Medvedceva) |
| 22 gennaio 2011  | Anterselva        | Italia   | RL (con Anna Bogalij-Titovec, Natal'ja Guseva e Ol'ga Zajceva)  |
| 4 gennaio 2012   | Oberhof           | Germania | RL (con Anna Bogalij-Titovec, Ol'ga Zajceva e Ol'ga Viluchina)  |

Legenda:

SP = sprint

PU = inseguimento

RL = staffetta